# Эцери (Ланчхутский муниципалитет)
Эцери (груз. ეწერი) — село в Грузии, на территории Ланчхутского муниципалитета края (мхаре) Гурия.

## География
Село находится в западной части Грузии, на левом берегу реки Лесисцкали, на расстоянии приблизительно 5 километров (по прямой) к западу от города Ланчхути, административного центра муниципалитета. Абсолютная высота — 33 метра над уровнем моря.

## Население
По результатам официальной переписи населения 2014 года, в Эцери проживало 372 человека (176 мужчин и 196 женщин). В национальной структуре населения грузины составляли 99,5 %, осетины — 0,25 %, русские — 0,25 %.
| Год  | Население, человек |
| ---- | ------------------ |
| 2002 | 478                |
| 2014 | ↘ 372              |